# (28222) Neilpathak
(28222) Neilpathak est un astéroïde de la ceinture principale d'astéroïdes.

## Description
(28222) Neilpathak est un astéroïde de la ceinture principale d'astéroïdes. Il fut découvert le 16 décembre 1998 à Socorro (Nouveau-Mexique) par le projet LINEAR. Il présente une orbite caractérisée par un demi-grand axe de 2,20 UA, une excentricité de 0,09 et une inclinaison de 4,3° par rapport à l'écliptique.

## Compléments